# Anna Kaczyńska
Anna Kaczyńska (ur. 28 sierpnia 1982 w Łomży) – polska karateczka stylu Kyokushin. Magister wychowania fizycznego. W 2001 powołana do Kadry Narodowej Polski. Prowadzi zajęcia w Zambrowskim Klubie Kyokushin.
Mistrzyni i siedmiokrotna wicemistrzyni Polski, trzykrotna mistrzyni (m.in. w Budapeszcie w 2012) i trzykrotna wicemistrzyni Europy. W 2010 zajęła drugie miejsce, a w 2012 i 2013 wywalczyła brązowe medale na Mistrzostwach Świata w Japonii.